# Tarka
Tarka este o comună rurală din departamentul Tanout, regiunea Zinder, Niger, cu o populație de 63.848 de locuitori (2001).